# Club Baloncesto Islas Canarias
Il Club Baloncesto Islas Canarias è una società spagnola di pallacanestro femminile con sede a Las Palmas de Gran Canaria.

## Storia
Fino al 2012, ha partecipato a nove edizioni di Coppa Ronchetti e dieci di EuroCup Women. Nella Ronchetti 1994-1995 è stata eliminata nel girone dei quarti di finale dall'Isab Energy Priolo.
Dal 1983 al 2017 ha disputato ininterrottamente la massima serie del campionato spagnolo.
Dopo tre stagioni di LFB-2, è stata ammessa alla Liga Femenina de Baloncesto 2020-2021 rilevando il titolo del Club Bàsquet Femení Sant Adrià.

## Palmarès
- Coppa della Regina: 2

1999, 2000
- Coppa Ronchetti: 1

1998-1999